# Woldemar Söderhjelm

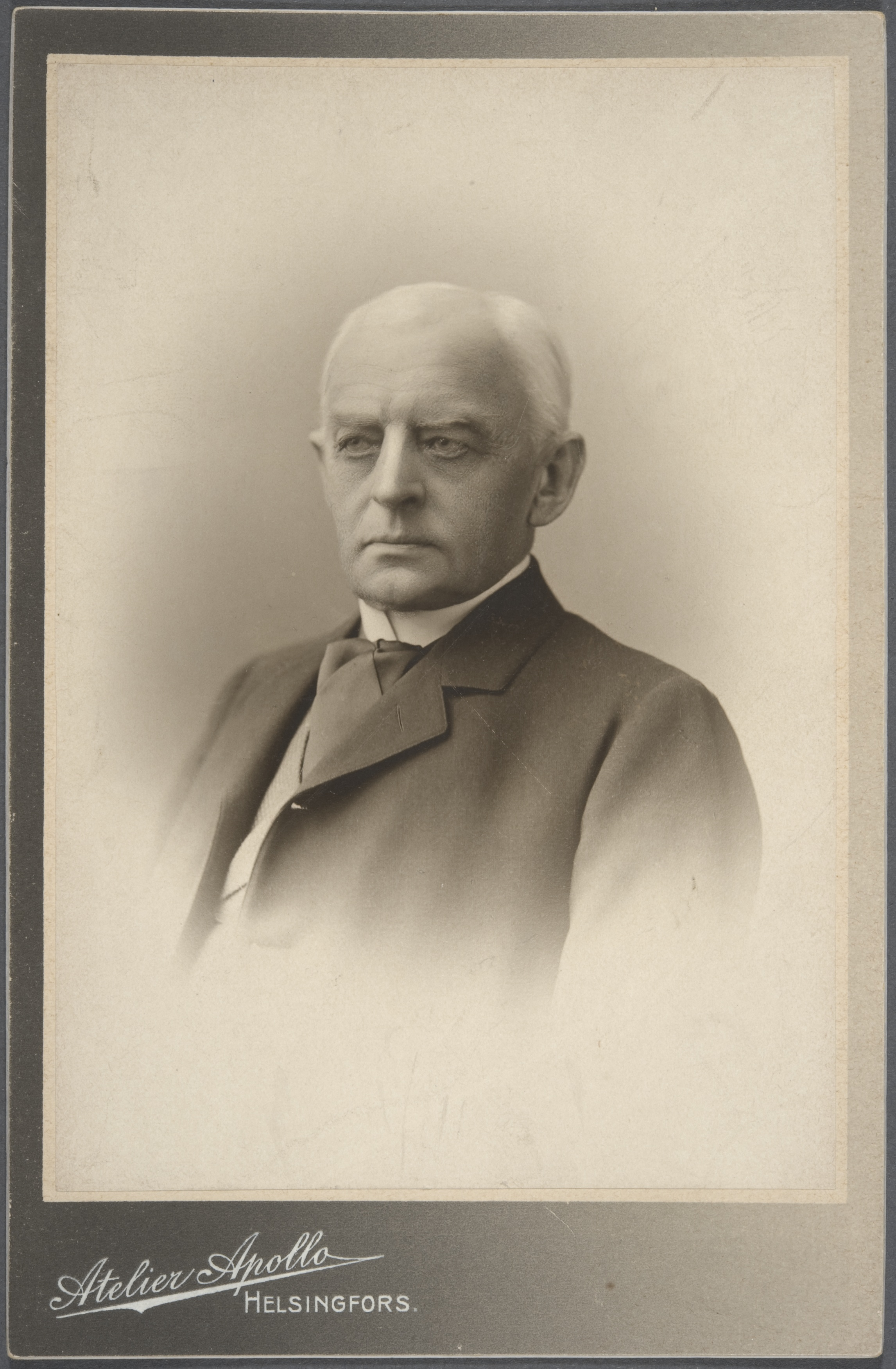
Woldemar Söderhjelm

Werner Woldemar Söderhjelm (* 3. Mai 1832 in der ehemaligen finnischen Gemeinde Muolaa, Südkarelien; † 14. August 1904 in Helsinki) war ein finnischer Jurist und Staatsmann. Er var der Vater von Werner und Alma Söderhjelm.
Söderhjelm war seit 1853 als Auditeur bzw. Zivilrichter in Uleåborg und Wiborg tätig und wirkte 1871–97 erfolgreich als Kreisrichter in dem auch von vielen Russen bewohnten Grenzdistrikt Äyräpää in Südkarelien. Hierauf zum Senatsprokurator (Oberreichsanwalt) des Großfürstentums befördert, trat er als höchster finnischer Justizbeamter seit 1899 nachdrücklich für die verfassungsmäßigen Sonderrechte des Landes ein, weshalb er 1900 seinen Abschied nehmen musste.